# John Pozdro
John Walter Pozdro (* 14. August 1923 in Chicago; † 1. Januar 2009 in Lawrence, Kansas) war ein US-amerikanischer Komponist und Musikpädagoge.
Der Sohn eines Kunsttischlers und Amateurmusikers erhielt den ersten Klavier- und Theorieunterricht von der Pianistin Nina Shafran. 1941–42 studierte er am American Conservatory of Music Klavier bei Edward Joseph Collins. Nach seinem Kriegsdienst in der US-Army setzte er seine Ausbildung an der Northwestern University bei Robert Mills Delany (Komposition) fort und schloss sie 1949 mit dem Bacholorgrad ab. Während seines Dissertationsstudiums an der Eastman School of Music bis 1958 war er Schüler von Howard Hanson und Bernard Rogers.
Von 1949 bis 1950 unterrichtete er an der University of Northern Iowa in Cedar Falls. Nach einer Gastprofessor im Sommer 1950 an der Northwestern University ging er im gleichen Jahr an die University of Kansas. Dort unterrichtete er bis zu seiner Emeritierung 1992, leitete von 1961 bis 1988 das Department für Musiktheorie und Komposition und von 1958 bis 1967 das jährliche Symposium  für zeitgenössische amerikanische Musik. 1961 erhielt er den Bernard Fink Award for Outstanding Classroom Teaching, und 1970 wurde er als einer der herausragenden Lehrer der Kansas University geehrt. Er erhielt auch verschiedene Forschungsstipendien der Kansas University und veröffentlichte Artikel in Fachzeitschriften wie The American Music Teacher, The Composer und College Music Symposium. Als Gastkomponist der University of California in Berkeley wurde er 1993 mit der University of California-Berkeley Medal geehrt.
Neben Klavierwerken, Kammermusik, Chor- und Orchesterwerken (darunter mehreren Sinfonien) komponierte Pozdro auch zwei Bühnenwerke, das Musical Hallo Kansas und die Oper Malooley and the Fear Monster. Der Pianist David Allen Wehr nahm 1989 seine Four Preludes for Piano auf. Seit Mitte der 1960er Jahre erhielt er regelmäßig Preise der American Society of Composers, Authors and Publishers. 1972 war er einer der Gewinner der N.S.O.A. Roth-Orchestra Competition, 1974 erhielt er einen Preis der  Delius Association, 1976 einen Preis des National Endowment for the Arts. Seine Dritte Sinfonie war 1962 für einen Pulitzer-Preis nominiert.